# إدموند هو
إدموند هو (بالصينية: 何厚鏵) هو سياسي صيني، ولد في 13 مارس 1955. حزبياً، نشط في مستقل.

## مناصب
- انتخب عضو اللجنة الدائمة للمجلس الوطني لنواب الشعب الصيني ‏ خلال فترته النيابية [الإنجليزية]‏.
- انتخب عضو في اللجنة الوطنية لجمهورية الصين الشعبية خلال فترته النيابية [الإنجليزية]‏.
- انتخب عضو مجلس الشعب الصيني  [لغات أخرى]‏ خلال فترته النيابية [الإنجليزية]‏.
- انتخب Vice Chairperson of the Chinese People's Political Consultative Conference [الإنجليزية]‏ (13 مارس 2010 – ).
- انتخب Chief Executive of Macau [الإنجليزية]‏ (20 ديسمبر 1999 – 20 ديسمبر 2009).